# 大城駅
大城駅（おおきえき）は、福岡県久留米市北野町乙丸にある西日本鉄道（西鉄）甘木線の駅。駅番号はA07。

## 歴史
- 1921年（大正10年）12月8日：三井電気軌道の駅として開業。
旧北野町発刊の『北野町史誌』によると開業当初は交換可能駅だったとのこと。
- 1924年（大正13年）6月30日：九州鉄道に合併。同社の駅となる。
- 1942年（昭和17年）
  - 9月19日：九州電気軌道に合併。同社の駅となる。
  - 9月22日：九州電気軌道が西日本鉄道に社名変更。
- 1989年（平成元年）9月：有人化に伴い、駅舎設置。
- 2008年（平成20年）5月18日：ICカードnimoca供用開始。
- 2017年（平成29年）2月1日：駅ナンバリングを導入[1]。
- 2021年（令和3年）4月1日：駅集中管理システムの導入に伴い、終日無人化[2][3]。

## 駅構造
単式ホーム1面1線ホームを持つ地上駅。ホームには上屋・扉付きの待合室がある。
| ホーム | 路線        | 方向 | 行先                       | 備考 |
| ------ | ----------- | ---- | -------------------------- | ---- |
| 1      | ■西鉄甘木線 | 下り | 甘木方面                   |      |
| 1      | ■西鉄甘木線 | 上り | 宮の陣・久留米・大牟田方面 |      |

## 利用状況
2024年度の1日平均乗降人員は641人である。各年度の1日平均乗車および乗降人員は下表のとおり。
| 年度               | 1日平均 乗車人員 | 1日平均 乗降人員 |
| ------------------ | ---------------- | ---------------- |
| 2007年             | 395              | 783              |
| 2008年             | 399              | 806              |
| 2009年             | 381              | 766              |
| 2010年             | 370              | 759              |
| 2011年             | 377              | 764              |
| 2012年             |                  | 752              |
| 2013年             | 359              | 734              |
| 2014年             | 345              | 698              |
| 2015年             | 333              | 673              |
| 2016年             | 318              | 666              |
| 2017年             | 304              | 638              |
| 2018年             | 296              | 632              |
| 2019年（令和元年） | 298              | 631              |
| 2020年（令和02年） |                  | 541              |
| 2021年（令和03年） |                  | 579              |
| 2022年（令和04年） |                  | 668              |
| 2023年（令和05年） |                  | 641              |
| 2024年（令和06年） |                  | 641              |

## 駅周辺
福岡県道740号上高橋善導寺停車場線に面している。
- 「大城駅」バス停 - よりみちバス「コスモス号」（北野猪口タクシー・安全タクシー運行）
- 大城簡易郵便局
- 久留米市立大城小学校
- 大城保育所
- 大城診療所

## 隣の駅
西日本鉄道
■甘木線
北野駅 (A08) - 大城駅 (A07) - 金島駅 (A06)